# (31935) Midgley
2000 GY88 (asteroide 31935) é um asteroide da cintura principal. Possui uma excentricidade de 0.15659150 e uma inclinação de 5.91692º.
Este asteroide foi descoberto no dia 4 de abril de 2000 por LINEAR em Socorro.